# Polytribax crotchii
Polytribax crotchii là một loài tò vò trong họ Ichneumonidae.